# サザンクロスケーブル
サザンクロスケーブル（英語: Southern Cross Cable）は、アメリカ合衆国西海岸から太平洋を横断しオーストラリア東海岸に至る海底ケーブルである。